# Dankler
Dankler Luis de Jesus Pereira (24 de enero de 1992) es un futbolista brasileño que juega como defensa en el Shijiazhuang Gongfu F. C. del Primera Liga China.

## Trayectoria

### Clubes
| Club                      | País           | Año       |
| ------------------------- | -------------- | --------- |
| E. C. Vitória             | Brasil         | 2011-2012 |
| Botafogo                  | Brasil         | 2012-2016 |
| Joinville E. C. (cedido)  | Brasil         | 2015      |
| G. D. Estoril Praia       | Portugal       | 2016-2018 |
| R. C. Lens (cedido)       | Francia        | 2017-2018 |
| Vitória F. C.             | Portugal       | 2018-2019 |
| Vissel Kobe               | Japón          | 2019-2020 |
| Cerezo Osaka              | Japón          | 2021      |
| Al-Ahli Saudi F. C.       | Arabia Saudita | 2021-2022 |
| E. C. Vitória             | Brasil         | 2023      |
| Retrô F. C. Brasil        | Brasil         | 2024      |
| Vila Nova F. C.           | Brasil         | 2024      |
| Shijiazhuang Gongfu F. C. | China          | 2025-     |

## Palmarés

### Títulos nacionales
| Título             | Club        | País  | Año  |
| ------------------ | ----------- | ----- | ---- |
| Copa del Emperador | Vissel Kobe | Japón | 2019 |
| Supercopa de Japón | Vissel Kobe | Japón | 2020 |